# Rolf Dieter Winkler

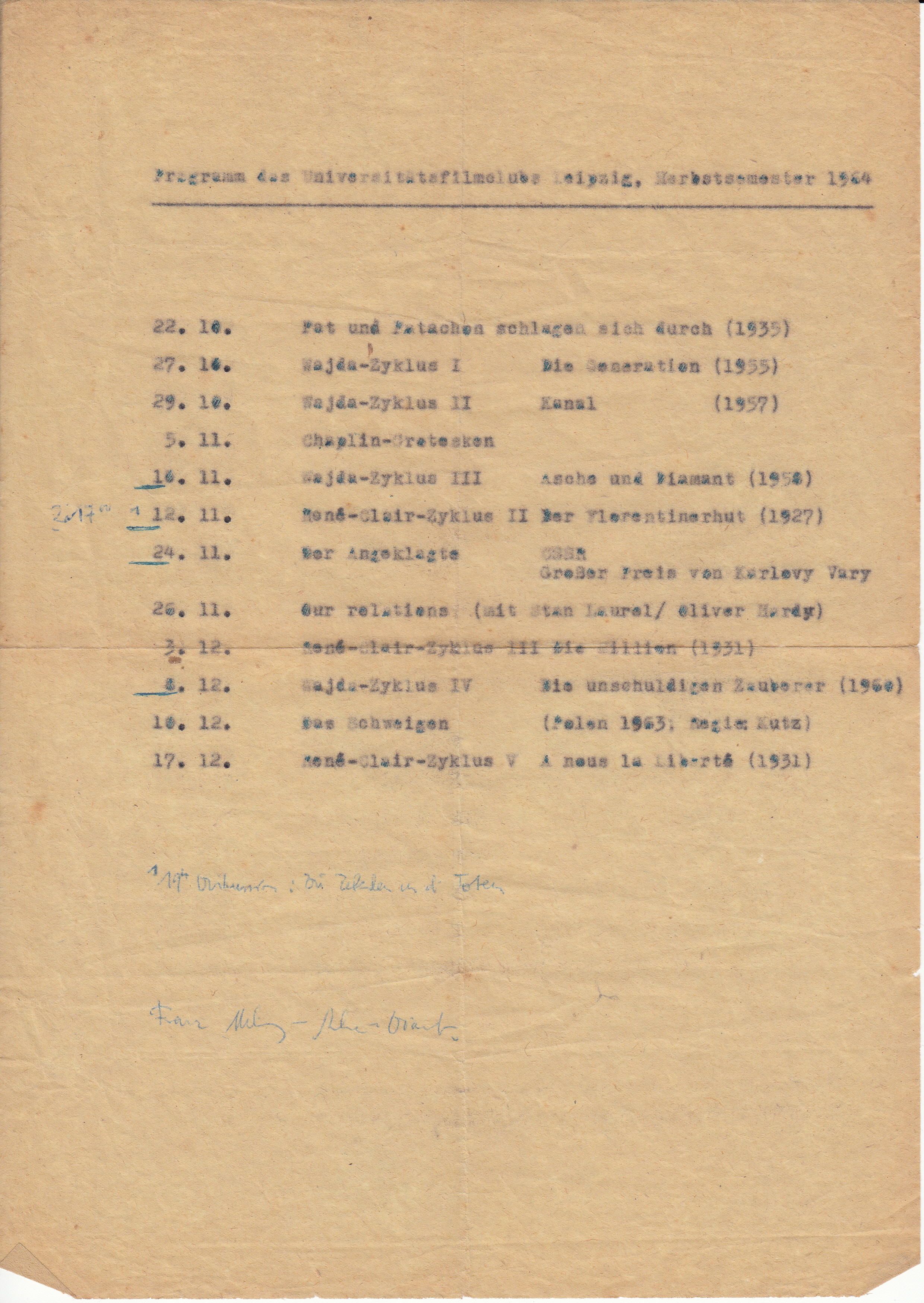
Programm des Universitätsfilmclub Leipzig aus dem Jahr 1964

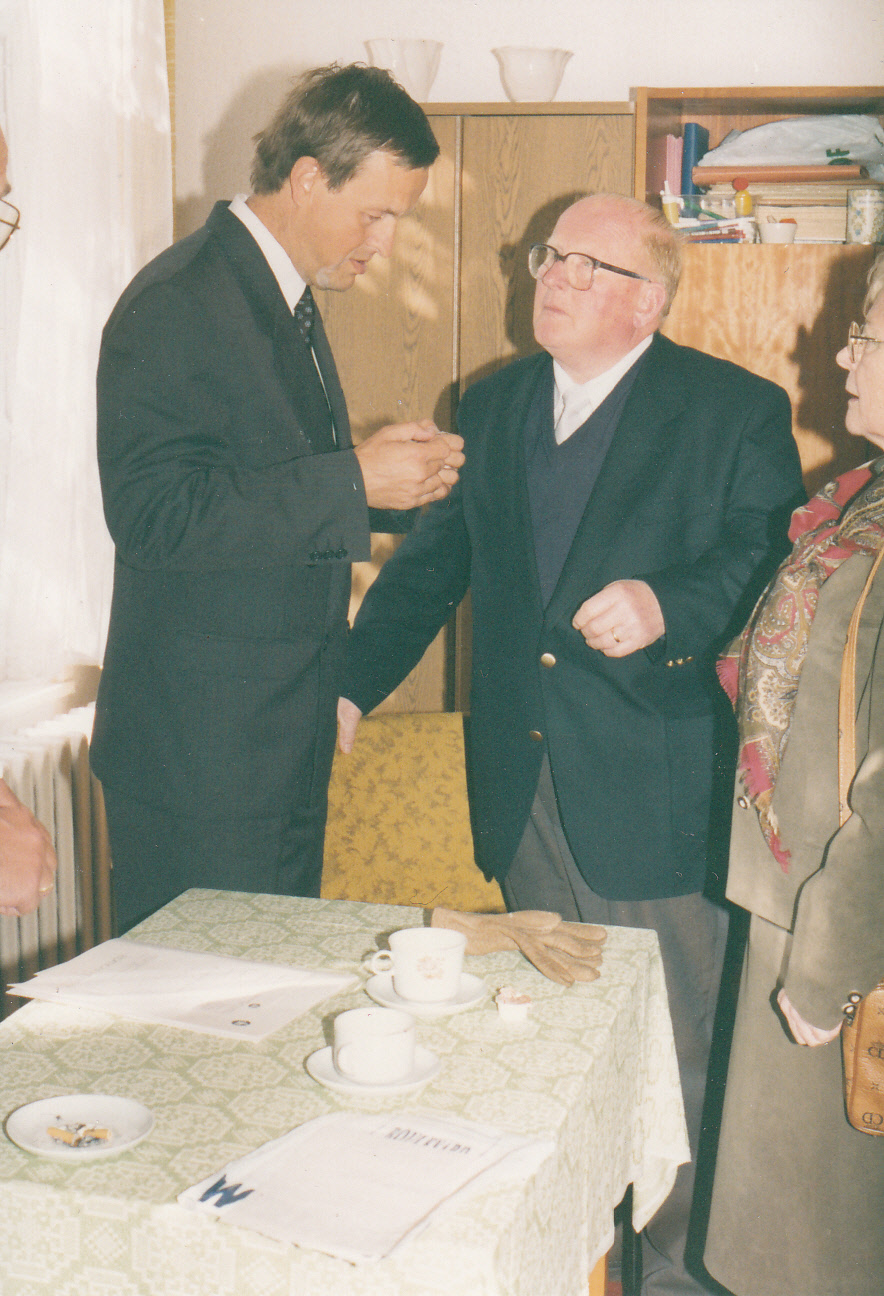
Pfarrer Hartmut Grüber (Sohn von Heinrich Grüber) und Dieter Winkler (links) am 30. September 1993

(Rolf) Dieter Winkler (* 23. März 1942 in Leipzig) ist ein deutscher Kulturarbeiter, Regionalhistoriker, Autor und Herausgeber.

## Leben
Rolf Dieter Winkler wurde nach dem Abitur 1960 für zwei Jahre Elektrokarren-Fahrer im Leipziger Großbetrieb VEB Drehmaschinenwerk. Nach Meinung der zuständigen Mitarbeiter der Karl-Marx-Universität sollte er sich vor Aufnahme eines Studiums noch mehr Bewusstsein der Arbeiterklasse aneignen. In diesen zwei Jahren erschreckte ihn jedoch die Ineffizienz des aus der Sowjetunion übernommenen Wirtschaftssystems. Die Lektüre der ersten verbotenen Bücher (Die Revolution entlässt ihre Kinder, Die neue Klasse, 1984) revidierte sein Geschichtsbild und er begriff bei einem familiären Besuch in Westdeutschland im März 1961, dass dort kein „sterbender Kapitalismus“ vor sich ging. Ab Aufnahme des Studiums von Geschichte-Marxismus/Leninismus im Herbst 1962 las er in der einzigen Bibliothek Leipzigs, in der dies damals ohne Erlaubnisschein möglich war, nichtleninistische Marxisten wie Eduard Bernstein, Karl Kautsky und Rosa Luxemburg. Nach einer Kritik-Selbstkritik-Veranstaltung im zweiten Semester, auf der er sich für politische Fehler in seinem Studienverhalten zu rechtfertigen hatte, konnte er zum Studium von Kultur- und Literaturwissenschaften wechseln.
Winkler wurde Mitglied im Studentenfilmklub, der im Filmkunsttheater „Casino“, ca. 250 m vom alten Universitätsgebäude entfernt, u. a. Filme aus den Nachbarländern Polen, Ungarn und der ČSSR öffentlich aufführte, die von den DDR-Kulturinstanzen nicht angekauft wurden. Über jüngere Wissenschaftler erhielt er den Zugang zur regelmäßigen Lektüre der westdeutschen Zeitungen Die Zeit und Vorwärts sowie von Protokollbänden der westdeutschen SPD-Parteitage nach 1945. Von 1967 bis 1969 war er Mitarbeiter im Lichtspielbetrieb des Bezirks Leipzig, ab 1969 im Verband der Film- und Fernsehschaffenden der DDR in Berlin. 1972 wechselte er in das Bundessekretariat des Kulturbundes der DDR, wo er bis 1982 in den Abteilungen Wirtschaft und Denkmalpflege tätig war.
Wegen kritischer Äußerungen zum Umgang mit der Geschichte der DDR in der kulturpolitischen Wochenzeitung Sonntag (DDR-Vorgänger-Zeitung des Freitag) 1975 scheiterte 1981 sein Versuch, sich in das Zentralinstitut für Geschichte der Wissenschaften empfehlen zu lassen. 1982 bis 1986 war er Lektor im Verlag für Bauwesen. Er gab dort sein erstes eigenes Buch heraus und realisierte als Lektor ein Gesamtberliner historisches Sachbuch zum Berlin-Jubiläum 1987: Mühlen und Müller in Berlin, mit einem katholischen Autor aus Ostberlin und einem sozialdemokratischen aus Westberlin.
Im Januar 1987 wurde er Stadtbezirkschronist und Leiter des durch ihn aufzubauenden Heimatgeschichtlichen Kabinetts (Heimatmuseum) im Bezirk Hellersdorf von Berlin. Mit der Rückendeckung durch aufgeschlossene SED-Funktionäre begann er mit Forschungen zum ehemaligen Kaulsdorfer Pfarrer und (West-)Berliner Ehrenbürger Heinrich Grüber. In der Wendezeit wurde er Vorsitzender des neu entstandenen „Arbeitskreises Ostberliner Heimatmuseen und heimatgeschichtliche Sammlungen“, der sich 1991 mit seinem Westberliner Vorbild zu einem gemeinsamen Arbeitskreis zusammenschloss. Nach den Kommunalwahlen vom Mai 1990 wurde er von der Bezirksverordnetenversammlung in die Neubenennung von Straßen und Plätzen in Hellersdorf einbezogen. Zwei Wahlperioden war er Mitglied in der SPD-Kreisleitung von Hellersdorf. 1994 wurde seine regionalhistorische Dissertation über Heinrich Grüber in Berlin-Kaulsdorf durch neu an die Humboldt-Universität gekommene Geschichtsprofessoren aus West-Deutschland abgelehnt (Auseinandersetzung mit dem Promotionsverfahren im Anhang von seinem E-Book DDR aus der Schublade).
Danach entwickelte Winkler mit Torsten Hilse, Mitbegründer der SPD in Schwante, das Buch-Projekt Schubladentexte aus der DDR sowie mit Hans Joachim Rieseberg, vordem leitender Mitarbeiter der Technischen Universität Berlin, das Buch Brücken über die Mauer. Zusätzlich zu den Quellen zur DDR aus den „Archiven der Macht“ sollten Quellen aus dem DDR-Volk öffentlich gemacht werden. Vor allem in den Büchern DDR aus der Schublade und Brücken über die Mauer findet sich Kritik nicht nur an der DDR, sondern auch an deren bisheriger Aufarbeitung. Winkler vertritt die These, nach 1990 hätten nicht die SED-Diktatur, sondern die Freiheits- und Einheitsbestrebungen im Volk der DDR in den Mittelpunkt der DDR-Forschungen gestellt werden sollen. Auch bedauert er, dass nach dem Mauerfall kein Oral-history-Projekt mit den damals noch am Leben befindlichen mehreren hundert Vor-Mauer-SPD Mitgliedern Ostberlins entwickelt wurde.

## Publikationen (Auswahl)
(alle unter dem Rufnamen Dieter Winkler)
- (Gesprächsteilnehmer): Woher, wozu, wohin. Rundtischgespräch über Geschichtsbewußtsein. Inhalt, Bedeutung und Anwendung eines Begriffs. In: Sonntag 27/1975.
- (Hrsg.): Beiträge zur Berliner Baugeschichte und Denkmalpflege. 1987, ISBN 3-345-00016-4.
- Geschichtsarbeit in der Satellitenstadt. Wege zur historischen Stadtaneignung in Berlin-Hellersdorf. In: Stadtgeschichte als Kulturarbeit. Beiträge zur Geschichtspraxis in Berlin-Ost und Berlin-West. 1991, ISBN 3-87776-904-7.
- Heinrich Grüber – Protestierender Christ. Berlin-Kaulsdorf (1934–1945). 1993, ISBN 3-89468-088-1.
- Nur Pfarrer Grübers Kinder blieben ohne Furcht. Otto Rechnitz – Erfinder, Fabrikant, Gefangener, Briefe aus der dritten in die zweite Heimat. Aufsätze zu ehemaligen jüdischen Kaulsdorfern. In: Juden in Lichtenberg mit den früheren Ortsteilen in Friedrichshain, Hellersdorf und Marzahn. Hg.: Kulturbund e. V. (Thea Koberstein, Norbert Stein). 1993, ISBN 3-89468-191-8.
- Heinrich Grüber und Kurt Grossmann – ein Kapitel deutsch-jüdischer Wiederannäherung. In: Dritter Weg. Journal für eine solidarische Welt, Nr. 16. 1995, ISBN 3-929666-93-6.
- Mit Torsten Hilse (Hrsg.): Schubladentexte aus der DDR. Vier Bände: Die Fragen und die Freiheit. 1999, ISBN 3-928918-65-6; Unterdrückte Wahrheit. 2000, ISBN 3-928918-68-0; Manchmal habe ich Angst. 2002, ISBN 3-928918-71-0; Hundert Prozent. 2008, ISBN 3-928918-76-1.
- Die Straßen- und Platzneubenennungen im Bezirk Hellersdorf von Berlin in den Neunzigern. Nach Akten, Zeitungsberichten und meiner Erinnerung. Hg.: Heimatverein Marzahn-Hellersdorf e. V. 2008.
- mit Hans Joachim Rieseberg (Hrsg.): Brücken über die Mauer. Deutsch-deutsche Kontakte, Initiativen und Projekte von unten vor 1989 in Berlin. 2011, ISBN 978-3-86863-080-0.
- DDR aus der Schublade. Aufzeichnungen eines Ostdeutschen aus über fünf Jahrzehnten. (E-Book). 2014, ISBN 978-3-8442-9358-6.
- Wolfgang K. geht nicht mehr fremd : Warum ein sozialistisches Lehrbuch in der sozialistischen DDR nicht fertig wird. 2019, ISBN 978-3-7502-0303-7.

### Weitere Texte zu Heinrich Grüber
- Heinrich Grüber und die Kaulsdorfer. In: Heinrich Grüber und die Folgen. Beiträge des Symposiums am 25. Juni 1991 in der Jesus-Kirche zu Berlin-Kaulsdorf. Hg. v. d. Bezirkschronik Berlin-Hellersdorf, der evang. Kirchengemeinde Berlin-Kaulsdorf und dem Heimatverein für Hellersdorf, Kaulsdorf, Mahlsdorf e.V. Berlin 1992.
- Heinrich Grüber in Kaulsdorf – Akten und Erinnerungen. In: Bekennender Christ unter zwei Diktaturen. In Memoriam Heinrich Grüber 1891–1975. Beiträge des Heinrich-Grüber-Kolloquiums vom 17. bis 18. November in Berlin-Kaulsdorf. Hg: Gegen Vergessen – Für Demokratie e. V. Bonn 1996.
- Heinrich Grüber und die Politik. In: Das Evangelium und die Welt von morgen. Kolloquium zum 30. Todestag von Heinrich Grüber in der Evangelischen Jesus-Kirche Berlin-Kaulsdorf am 13. November 2005. Dokumentation. Hg: Evangelische Kirchengemeinde Kaulsdorf und Heimatverein Berlin-Marzahn-Hellersdorf.
- Heinrich Grüber und der Gemeindekirchenrat der evangelischen Kirchengemeinde Kaulsdorf. In: Lesebuch Marzahn-Hellersdorf. Geschichte und Geschichten aus 10.000 Jahren. Hg: Bezirksmuseum Marzahn-Hellersdorf 2009.
- Heinrich Grüber im Sommer 1961. In: Brücken über die Mauer. Deutsch-deutsche Kontakte, Initiativen und Projekte von unten vor 1989 in Berlin. 2011, ISBN 978-3-86863-080-0.

Außerdem veröffentlichte er zu Regional- und Lokalgeschichte Berlin. Auch finden sich zwischen 2001 und 2013 eine Vielzahl von Rezensionen von ihm im Forum Politikunterricht München.